# Lepanthes aquila-borussiae
Lepanthes aquila-borussiae är en orkidéart som beskrevs av Heinrich Gustav Reichenbach. Lepanthes aquila-borussiae ingår i släktet Lepanthes och familjen orkidéer. Inga underarter finns listade i Catalogue of Life.